# Hymenodictyon occidentale
Hymenodictyon occidentale là một loài thực vật có hoa trong họ Thiến thảo. Loài này được Homolle mô tả khoa học đầu tiên năm 1939.